# Голд, Элисон
Элисон Голд (англ. Alison Gold; род. 9 мая 2002) — американская поп-певица. Наиболее известна своими синглами «Chinese Food» и «Shush Up».

## Карьера
Элисон Голд родилась в Фэрфаксе, в штате Вирджиния. В 2012 году начала сотрудничать с продюсером Парисом Уилсоном, с которым она работала над всеми своими песнями на сегодняшний день. Её первый сингл «Skip Rope» был выпущен в составе музыкального дуэта Tweenchronic, состоящего из самой Элисон и другой девушки, известной как «Стейси». Её первый сольный сингл «Chinese Food» был написан Уилсоном; Голд заявила, что она «полюбила его сразу» после того, как Уилсон представила ей демо и вскоре записала его. Уилсон читает припев с акцентом. Песня стала вирусным хитом, заняв в ноябре 2013 года 29-е место в Billboard Hot 100 и набрав к марту 2014 года 14 миллионов просмотров на YouTube. Видео на «Chinese Food» включало изображения Уилсона, танцующего в костюме панды, и танцоров, стоящих по бокам от Голд в нарядах (японских) гейш .
Несмотря на чарт и вирусный успех, и песня, и видеоклип вызвали в подавляющем большинстве отрицательный отклик критиков, причем некоторые из них сочли её одной из худших песен в истории. В основном критиковали за упрощённое изображение других культур, а Billboard назвал его «откровенно расистским» и поставил его на 2-е место в своем списке «10 худших песен 2010-х (пока что)» за 2015 год. The Chicago Reader посчитало замечательным то, что песня, «прослушенная миллионами людей интересным и раздражающим образом, принесла [ей] место, пусть даже маленькое, в учебниках истории поп-музыки.» И Голд, и Уилсон отвергли обвинения песни в расизме, причём Голд заявила: «Я действительно не понимаю, в чём дело … Я имею в виду, я не пытаюсь никого критиковать — я просто очень люблю китайскую еду!» В итоге в 2018 году Патрис Уилсон удалил видео со своего канала, хотя позже оно было повторно загружено другими пользователями на YouTube.
Позже Элисон записала ещё один сингл с Уилсоном «ABCDEFG», который не попал в чарты (он также был удалён Уилсоном в 2018 году). Музыкальное видео для её третьего и последнего сингла, сделанного с Уилсоном «Shush Up», вызвало широкую негативную реакцию и дальнейшие споры, связанные с откровенно сексуализированной внешностью Голд и её изображением преступницы, в какой-то момент казнённой на электрическом стуле. Официальная копия видео была позже удалена с YouTube, и с тех пор Голд не выпускала никакой новой музыки.

## Дискография
| Год  | Сингл          | Позиция в чартах     |
| Год  | Сингл          | US Billboard Hot 100 |
| ---- | -------------- | -------------------- |
| 2013 | «Chinese Food» | 29                   |
| 2013 | «ABCDEFG»      | −                    |
| 2014 | «Shush Up»     | −                    |

Прочие релизы
- 2013: «Skip Rope» (выпущен под названием Tweenchronic)